# 孟塔
孟塔，另译勐达，是缅甸掸邦孟东县孟东镇区下辖的一个镇，是孟塔分镇区的镇治。该镇是缅甸政府于2011年划分的一个新镇。该镇距泰国清迈府温限县北部约44公里，也是通往反政府组织南掸邦军的大本营老泰亮的门户。